# Giovanni Battista Seni

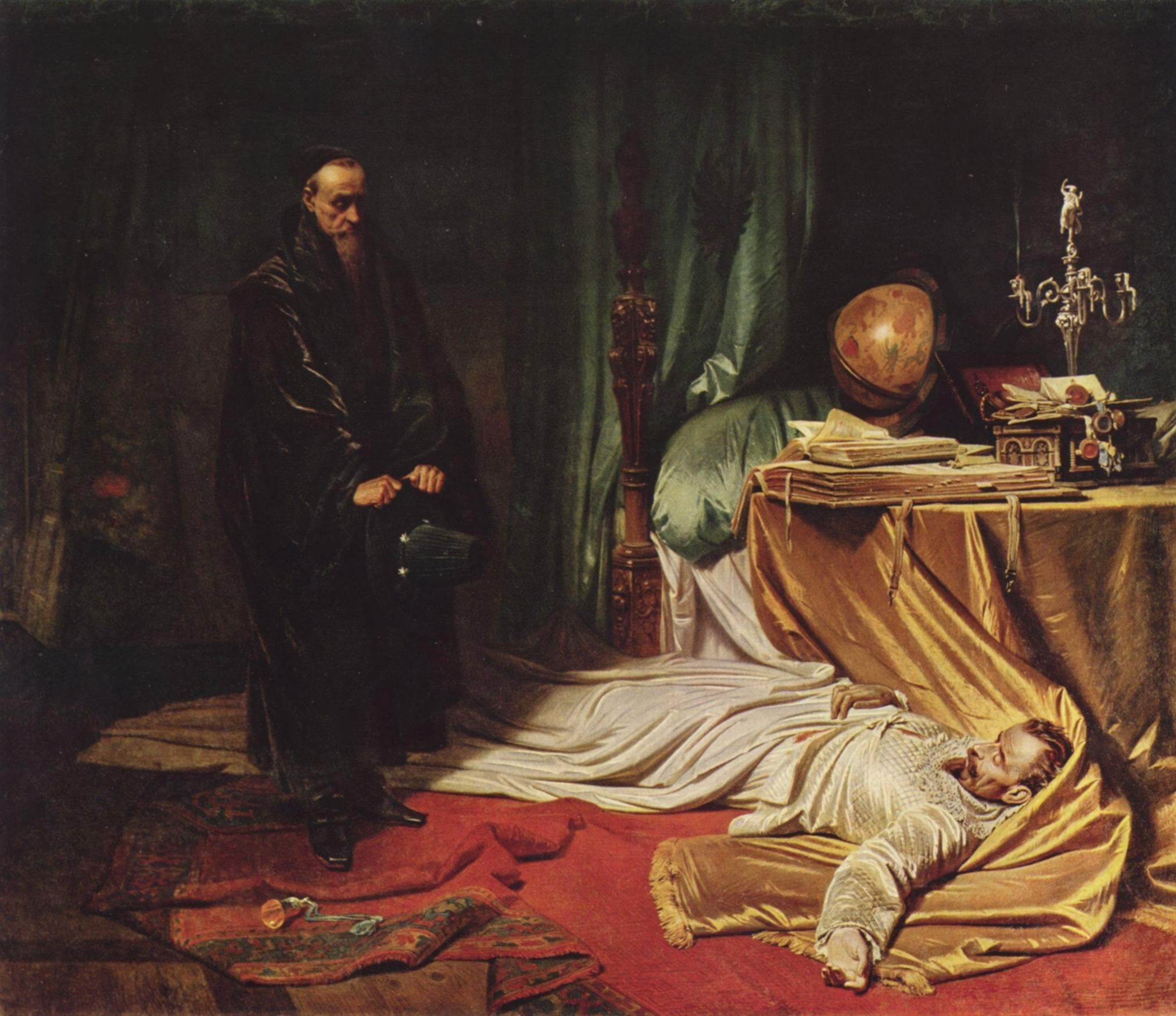
Seni an der Leiche Wallensteins, Carl Theodor von Piloty, 1855

Giovanni Battista Seni (* um 1600 in Padua; † 1656 in Genua, auch Giovanni Battista Seno oder Johann Baptist Zeno bzw. Zenno oder Senno) war ein italienischer Astrologe und Leibarzt von Wallenstein, dem Oberbefehlshaber der kaiserlichen Streitkräfte im Dreißigjährigen Krieg.
Nach einer Universitätsausbildung in seiner Heimatstadt Padua, wo er von dem bekannten Astronomen und Astrologen Andreas Argoli (Argvlus) (1570–1657) unterrichtet worden war, wurde Seni am Hofe von Albrecht Wenzel Eusebius von Waldstein, genannt Wallenstein, von Ottavio Piccolomini eingeführt. Er diente dem General bis zu dessen Tod 1634 als persönlicher Hofastrologe. Noch kurz vor der Ermordung Wallensteins war er mit ihm zusammen in dessen Zimmer. Inwieweit er am Tod seines Herren beteiligt war, ist nicht bekannt. Er soll jedoch nicht unbeträchtliche Bestechungsgelder angenommen haben. 1643 wurde er laut einem Wiener Aktenprotokoll in einem Streit vom polnischen Botschafter Biboni niedergestochen. Über sein weiteres Schicksal ist nichts bekannt.
Friedrich Schiller hat dem Astrologen Seni in seinem 1799 fertiggestellten Drama
Wallensteins Tod ein Denkmal gesetzt.